# Ndidi Madu
Ndidi Awele Madu (née le 17 mars 1989) est une joueuse nigériane de basket-ball. Elle est membre de l'équipe du Nigeria de basket-ball féminin et a participé aux championnats d’Afrique de basket-ball féminin 2013, 2015 et 2017.

## Carrière
- 2016-17 :   Broni  Florida

## Palmarès
- Médaille de bronze au championnat d'Afrique 2015
- Médaille d'argent aux Jeux africains de 2015
- Médaille d'or au championnat d'Afrique 2017